# You Can't Deny It
You Can't Deny It è un singolo del 1990 della cantautrice britannica Lisa Stansfield estratto dall'album Affection.

## Classifiche
| Classifica (1990)              | Posizione massima |
| ------------------------------ | ----------------- |
| Canada                         | 14                |
| Stati Uniti                    | 14                |
| Stati Uniti (dance club)       | 2                 |
| Stati Uniti (dance/electronic) | 5                 |
| Stati Uniti (R&B)              | 1                 |